# Auto aziendale
L'auto aziendale è un veicolo che viene concesso in uso al lavoratore da parte dell'azienda, che può essere utilizzato anche per uso personale. Per questo motivo è considerato un fringe benefit.

## Tassazione sull'utilizzo privato di auto aziendali
In linea con altri paesi europei, che tassano questo uso promiscuo in proporzione alle emissioni inquinanti prodotte dalle automobili, in Italia nel 2020 la Legge di Bilancio si è rimodulato il fringe benefit in base ai livelli di emissione di CO2 emessi dall'auto aziendale, cioè per disincentivare la scelta di un’automobile di nuova immatricolazione molto inquinante si è deciso di inasprire la tassazione per l’uso privato e di incentivare l’uso di veicoli meno inquinanti.
Il valore di uso personale è individuato in modo forfettario nel 30% della percorrenza convenzionale di 15000 km annui per il costo chilometrico individuabile nelle Tabelle annuali stipulate dall'Automobile Club Italia, basate su tipologia, caratteristiche e cilindrata dell’auto: nella legge di bilancio si prevede un aumento della tassazione per i veicoli più pesanti ed inquinanti in base alle sue emissioni e degli sgravi fiscali per i modelli ecologici con consumi al di sotto dei 60 g/km che permette alla percentuale di uso forfettario di scendere al 25%. La misura è valida sino al 1 luglio 2020. Dal 2021 le automobili con emissioni superiori a 160 g/km ma inferiori a 190 g/km dovranno versare il 50% in più di tasse e le automobili che superano la soglia di 190 g/km il 60% in più. 
Con la legge di Bilancio 2025 c'è stato un ulteriore inasprimento e il criterio principale di calcolo è diventato la tipologia di alimentazione del veicolo.  Per cui a partire dal 1º gennaio 2025, le percentuali per determinare il valore imponibile del fringe benefit sono le seguenti: 
- Auto elettriche: 10%
- Auto ibride plug-in: 20%
- Altre alimentazioni (benzina, diesel, ibride non plug-in, GPL, metano): 50%
Per misurare queste emissioni, l’Europa ha inoltre deciso che dal 1 settembre 2017 la procedura WLTP (World Harmonised Light Vehicles Test Procedure) sostituirà il NEDC (New European Test CYcle) in modo da rispecchiare meglio le concrete condizioni di guida.
Nei Paesi Bassi la metà del totale delle auto acquistate in un anno sono aziendali,  per questo motivo la tassazione ambientale sull’utilizzo privato è stata molto significativa: dal 2010 al 2014 l’uso privato di auto elettriche aziendali è stato esente da tassazione, risultando nell’arco degli stessi anni in un aumento del triplo delle auto elettriche in circolazione.
In Germania il 64% delle nuove autovetture registrate nel 2017 erano auto aziendali ma a differenza dei Paesi Bassi l'utilizzo privato viene tassato per finalità ambientali solo indirettamente e in modo poco significativo:  la tassa viene calcolata sul prezzo di listino del veicolo e nel solo caso delle auto elettriche è ridotta grazie ad un bonus introdotto nel 2013 attraverso cui il prezzo dell’automobile può essere diminuito di massimo 7 500 euro.